# Black Hole (Alton Towers)
Pour les articles homonymes, voir Black Hole.
Black Hole étaient des montagnes russes en intérieur assises en métal du parc Alton Towers dans le Staffordshire, au Royaume-Uni de 1983 à 2006. Elles ouvrent en 2011 sous le nom de Rocket dans le parc Furuvik, en Suède.

## Circuit
Le circuit était situé dans un bâtiment en forme de chapiteau.

## Statistiques
- Mécanisme de traction / propulsion : Électric Spiral Lift
- Dimensions : 25 m sur 46,5 m